# Liste der Bodendenkmäler in Steinfurt
Die Liste der Bodendenkmäler in Steinfurt enthält die denkmalgeschützten unterirdischen baulichen Anlagen, Reste oberirdischer baulicher Anlagen, Zeugnisse tierischen und pflanzlichen Lebens und paläontologischen Reste auf dem Gebiet der Stadt Steinfurt im Kreis Steinfurt in Nordrhein-Westfalen (Stand: November 2020). Diese Bodendenkmäler sind in Teil B der Denkmalliste der Stadt Steinfurt eingetragen; Grundlage für die Aufnahme ist das Denkmalschutzgesetz Nordrhein-Westfalen (DSchG NRW).
| Bild           | Bezeichnung                              | Lage                | Beschreibung | Bauzeit | Eingetragen seit | Denkmal- nummer |
| -------------- | ---------------------------------------- | ------------------- | ------------ | ------- | ---------------- | --------------- |
| BW             | Burg Ascheberg                           | Burgsteinfurt Karte |              |         |                  | 67              |
| weitere Bilder | Burg und Stift Borghorst                 | Borghorst Karte     |              |         |                  | 308             |
|                | Mittelalterlicher Burgmannshof Hewenshof | Burgsteinfurt       |              |         |                  | 311             |
|                | Landwehrteilstück                        |                     |              |         |                  | 229             |
|                | Mittelalterliche Wüstung                 |                     |              |         |                  | 294             |